# Монастырь Бистрица (Румыния)
Монастырь Бистрица (Быстрица, рум. Mănăstirea Bistrița) — румынский православный монастырь, расположенный в деревне Бистрица жудеца Вылча. Основан семьей Крайовеску. В монастыре хранятся мощи Григория Декаполита.
Первоначально монастырская церковь была расписана живописцами и авторами фресок монастыря Дялу. По одной из версий, в этом монастыре была устроена первая в Валахии типография печатника Макария. Михаил Мокса также живёт и пишет в монастыре.
Монастырь — место гибели Хризеи.